# Яффе, Георг
Георг Яффе (нем. George Cecil Jaffé,  16 января 1880, — 18 марта 1965) — немецкий и американский ученый, работавший в области радиационной химии, физхимии и физики. Известен работами по кинетике диффузии и рекомбинации радикалов, образующихся при прохождении ионизирующего излучения через различные вещества.
Родился в Москве, в 1888 году семья вернулась в Гамбург. Под руководством Вильгельма Оствальда получил докторскую степень по химии в Университете Лейпцига. С 1926 по 1933 преподавал теоретическую физику в Университете Гисена.